# Echiochilon lithospermoides
Echiochilon lithospermoides är en strävbladig växtart som först beskrevs av Spencer Le Marchant Moore, och fick sitt nu gällande namn av Ivan Murray Johnston. Echiochilon lithospermoides ingår i släktet Echiochilon och familjen strävbladiga växter. Inga underarter finns listade i Catalogue of Life.